# Jill Sterkel
Gillian Sterkel dite Jill Sterkel, née le 27 mai 1961 à Los Angeles, est une nageuse américaine.

## Biographie
Jill Sterkel est médaillée d'or du relais 4 × 100 mètres nage libre et d'argent du 100 mètres nage libre des Jeux panaméricains 1975. Aux Jeux olympiques de 1976, elle remporte le titre lors du 4 × 100 mètres nage libre, les Américaines battant le record du monde à cette occasion. Elle y atteint aussi sa première finale individuelle aux Jeux olympiques sur le 100 mètres nage libre, qu'elle achève à la septième position. Aux Jeux olympiques de 1984, elle participe seulement aux séries du relais 4 × 100 mètres ; les États-Unis gagnant la finale, Jill Sterkel reçoit donc une médaille d'or. Quatre ans plus tard, lors des Jeux olympiques de Séoul, elle est de nouveau médaillée sur le relais 4 × 100 mètres, avec le bronze après avoir aidé à la qualification en finale et obtient le même métal sur le 50 m nage libre.